# Léčebné lázně Jáchymov
Léčebné lázně Jáchymov byly založeny v roce 1906, jako vyvrcholení práce ing. Josefa Štěpa a MUDr. Leopolda Gottlieba. V témže roce se v lázních léčilo prvních třicet osob.

## Historie

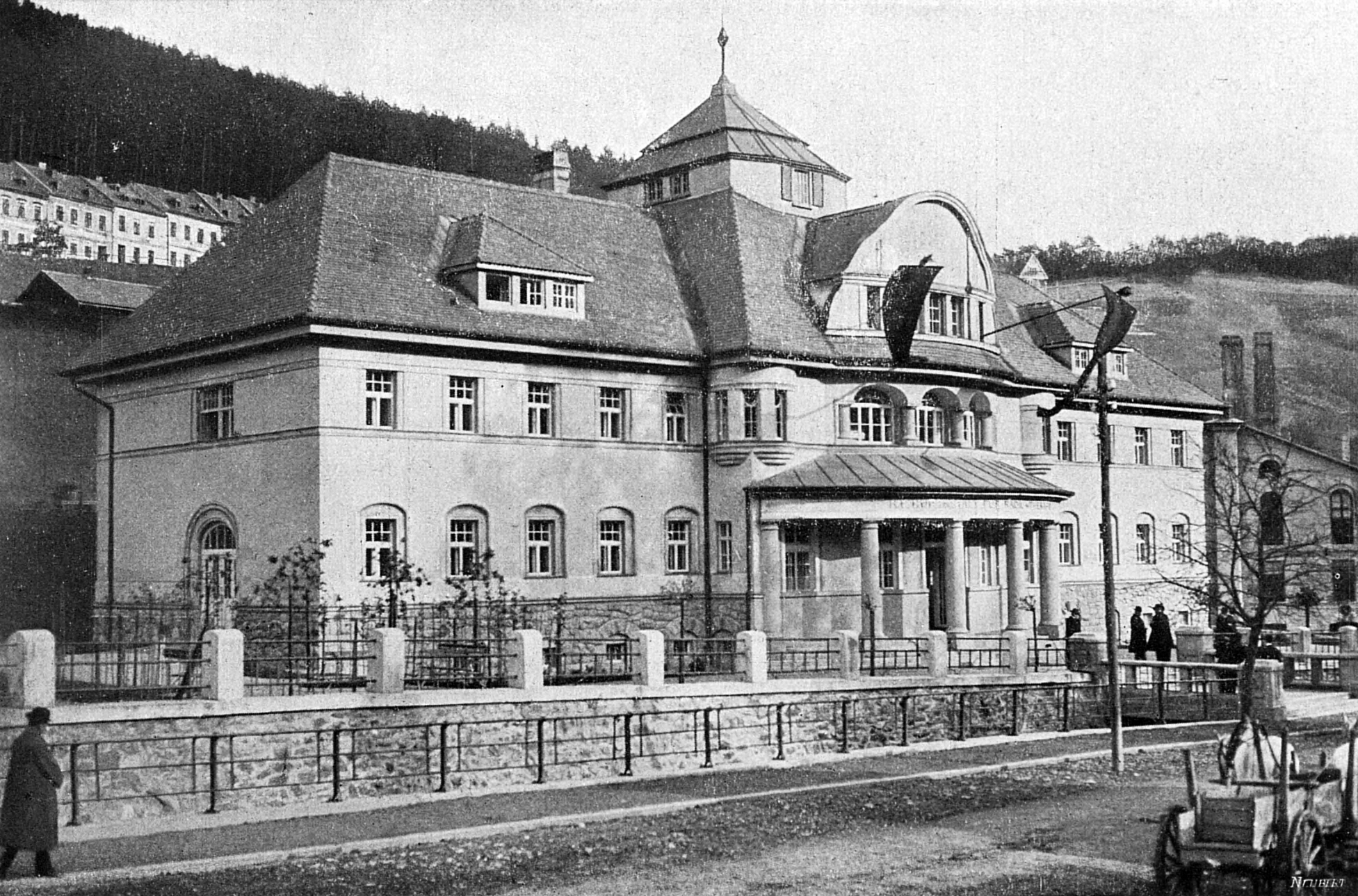
Lázeňská budova v roce 1912

### Založení lázní

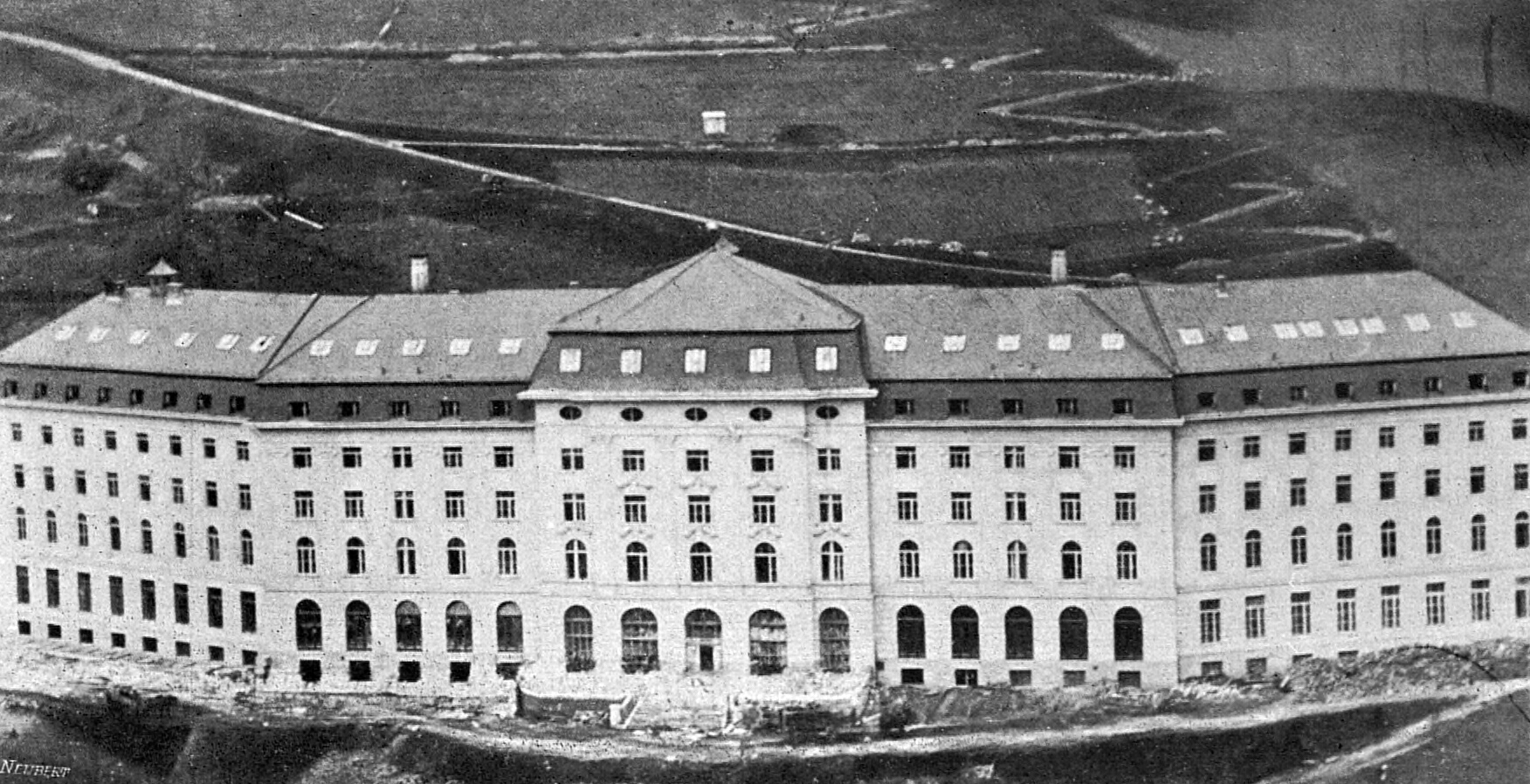
Radium Palace v roce 1912

Oficiálně byly lázně v Jáchymově založeny roku 1906 výstavbou Lázeňské budovy (otevřena 1911) v sousedství továrny na uranové barvy. Je to lázeňský dům naproti dnešní Astorii. Do haly této budovy byly svedeny Štěpovy prameny z dolu Werner a sloužily k pitným kúrám. Tato stavba velice brzy přestala kapacitně stačit zájmu hostů a proto akciová společnost v čele s vlasteneckým hrabětem Silva-Taroucou začala v roce 1910 podle plánů Gustava von Flesch-Brunningena stavět nový hotel pro potřeby lázní. Nová budova stojí na místě bývalého zájezdního hostince Ameisenhügel („Na Železném vršku“). Můstek říšské silnice, která vedla okolo Radium Palace, se zachoval dodnes. Boží muka s letopočtem 1731, která u něj stála, jsou dnes postavena u budovy městského muzea.
V roce 1912 byl hotel Radium Palace předán k užívání. Jeho výstavba stála třináct milionů rakouských korun a na svou dobu byl velmi moderně vybaven. Díky tomu byl zařazen mezi deset nejluxusnějších hotelů v Evropě. V každém pokoji byla zavedena teplá i studená voda, telefon a elektrické zařízení k přivolání personálu.
Mezi významné hosty lázní patřili např. J. W. von Goethe, A. Jirásek, baron Rothschild, Richard Strauss, Max Švabinský nebo Eduard Bass. Svému účelu sloužil Radium Palace do první světové války, kdy byly lázně uzavřeny. 

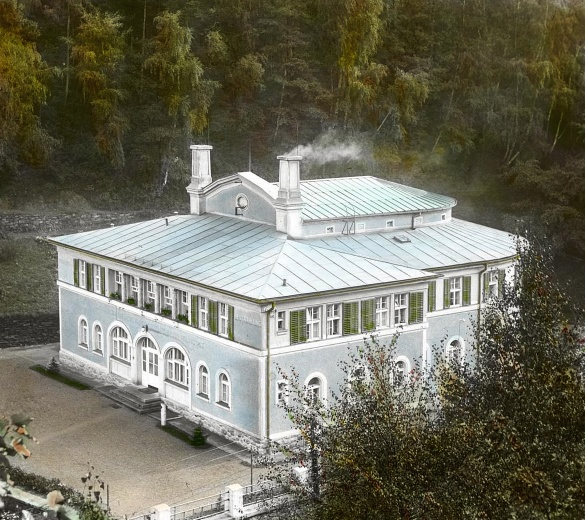
Původní podoba Radiologického pavilonu

V roce 1921 byl dokončen Radiologický pavilon a od roku 1924 byly celé lázně ve státním vlastnictví. Mezi další významné hosty patří také Tomáš Garrigue Masaryk, jenž Jáchymov navštívil celkem sedmkrát a 7. března 1930 zde oslavil své osmdesáté narozeniny. Celkem třikrát (v letech 1927, 1937 a 1947) zde pobýval také jeho nástupce Edvard Beneš.

### Nacistická a komunistická totalita
V důsledku Mnichovské dohody byl na podzim 1938 Jáchymov připojen k nacistickému Německu, během druhé světové války se Radium Palace stal pobočkou berlínské nemocnice a byl zde zřízen vojenský lazaret. Jáchymov byl zároveň prohlášen za lazaretní město Wehrmachtu.

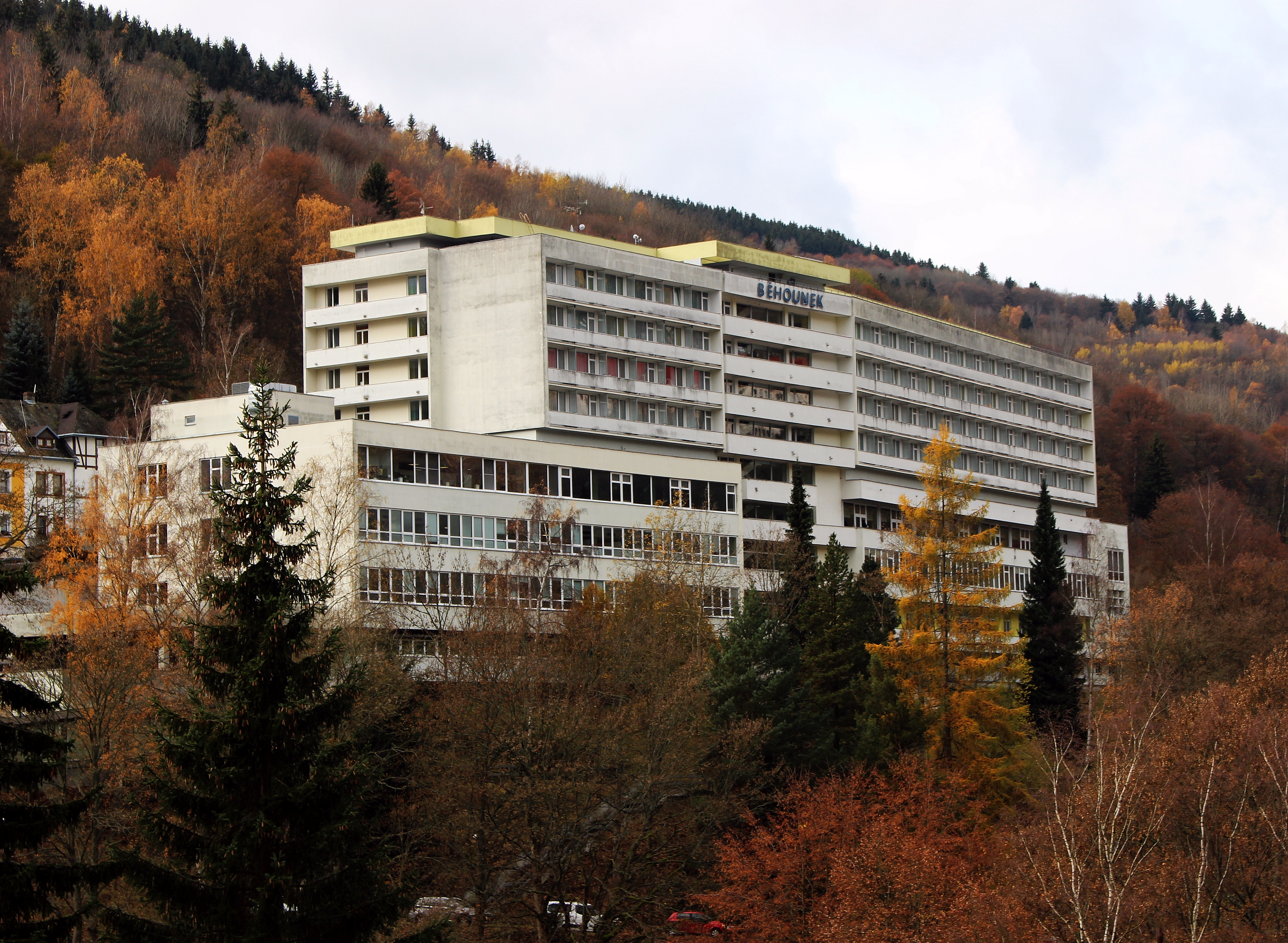
Sanatorium Běhounek

Po skončení války a převzetí moci komunisty v Československu byl další rozvoj lázní znemožněn těžbou uranu. Nový impuls k oživení lázeňského provozu tak opět začal až v šedesátých letech. V roce 1963 Jáchymov získal status lázeňského města a v roce 1975 vyrostl nad lázeňskou zónou nový ústav – Sanatorium akademika Františka Běhounka. Zároveň byly v té době opraveny i ostatní lázeňské budovy.

### Po roce 1989

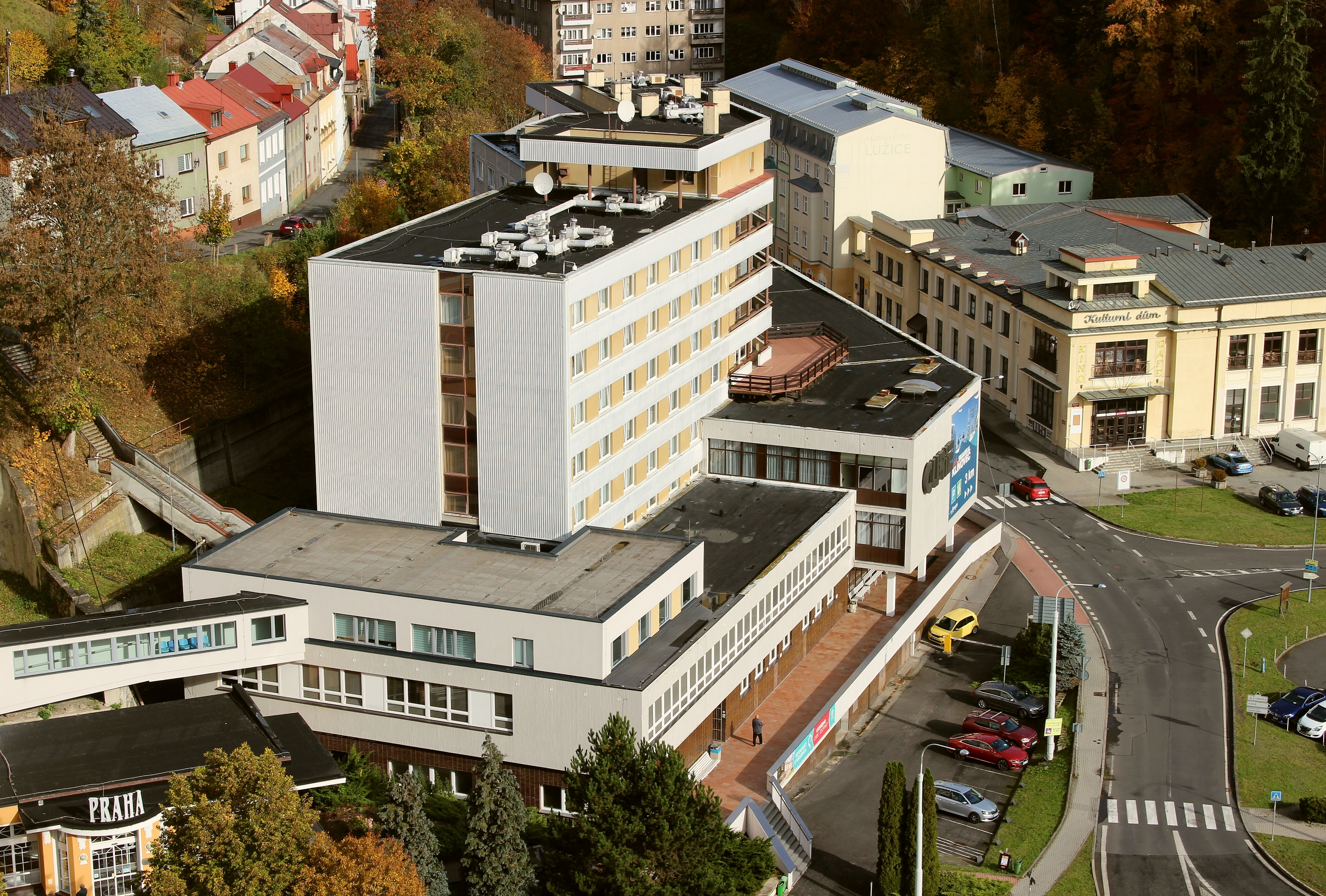
Sanatorium Curie

Výstavba lázní byla ukončena v roce 1992 otevřením komplexního sanatoria Curie. Léčebné lázně Jáchymov mají k dispozici 1 100 lůžek v řadě budov (Radium Palace, Curie, Běhounek, Astoria, Dalibor, Jitřenka, Elektra, Praha, Lužice a Dagmar). To umožňuje ročně pomoci či vrátit zdraví 16 000 pacientům z celého světa.
V roce 1992 proběhla změna vlastnické struktury na akciovou společnost. V roce 2021 získal stoprocentní podíl Alí Fardán ze Spojených arabských emirátů, v roce 2022 došlo k převodu na společnost Al Fardan Investments Limited.

## Typy léčených chorob
Jáchymovské lázně se specializují na léčbu onemocnění pohybového aparátu a poruch látkové výměny. Hlavní směry léčby směřují na orgánové soustavy:
- pohybové – dna, degenerativní onemocnění kloubů a kostí, záněty kloubů, Bechtěrevova choroba
- nervové – poruchy periferního nervstva, záněty nervů po infekčních a revmatických chorobách
- cévní – arterioskleróza velkých cév, cévní křeče, Raynaudova choroba.

## Způsob léčby

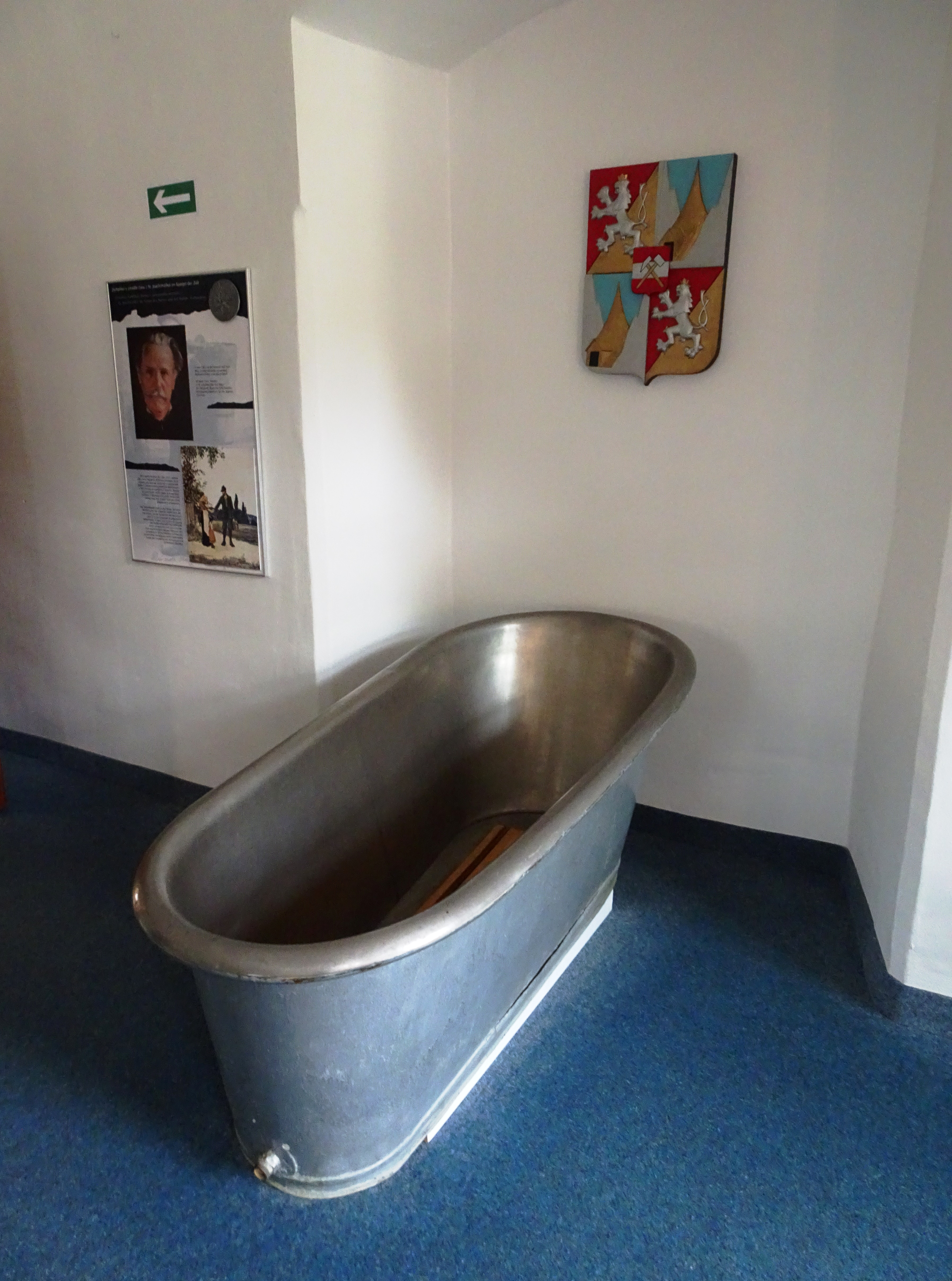
Vana na radonové koupele, vystavená v jáchymovském muzeu

Základní principy používaných léčebných metod byly vyvinuty a aplikovány před více než 100 lety, ačkoli bylo tehdy o účincích radioaktivity známo velice málo, a dodnes zůstávají do jisté míry kontroverzní.

Podle vlastních materiálů jde při aplikaci radonových koupelí o vystavení organismu "jakési energetické sprše", která působí především analgeticky. Uváděny jsou i účinky antiflogistické a všeobecně tonizující, což je možné objasnit doposud ne příliš prozkoumanou a, zvláště v radiační oblasti, nikoli všeobecně uznávanou teorií hormeze.

K léčbě se používají jáchymovské radioaktivní prvky – radium a radonová voda. Ta se získává na dole Svornost ze tří pramenů – Běhounek, Curie a C-1 (Curie, Evangelista, Becquerel). Průměrná intenzita záření radonu ve vanách činí cca 5000 Bq/l a jediná úprava vody spočívá v jejím ohřevu protiproudem.
Kromě radonové vody se v přísně indikovaných případech používá brachyradiumterapie (tzv. krabičky), což je přímé ozařování radiem 226Ra ze vzdálenosti 2 centimetrů od kůže. Dávka na kůži je do 3 Gy po jednorázovém 6hodinovém ozáření. Zde jsou též uváděny analgetické a antiflogistické účinky. Podpůrnými metodami jsou např.: elektroakupunktura, masáže a pohybová cvičení v bazénu nebo tělocvičně.